# ستان مورغان
ستان مورغان (بالإنجليزية: Stan Morgan)‏ (10 أكتوبر 1920 في المملكة المتحدة - 1 يناير 1971 بلندن في المملكة المتحدة) هو مدرب كرة قدم ولاعب كرة قدم ويلزي في مركز مهاجم داخلي. لعب مع نادي أرسنال ونادي ليتون أورينت ونادي ميلوول ونادي والسول وTunbridge Wells F.C. ‏.